# Tara Dragas
Tara Dragas (Udine, 17 febbraio 2007) è una ginnasta italiana di ginnastica ritmica, membro del gruppo nazionale individuale senior e allenata dalla tecnica Spela Dragas.

## Biografia
Inizia a praticare ginnastica a quattro anni presso l'Associazione Sportiva Udinese, allenata dalla madre Spela Dragas. La sua prima esibizione al corpo libero risale a quando ha appena 4 anni, in occasione del Torneo Internazionale di Udine.
Nel dicembre 2019 in occasione del Campionato Nazionale Allieve a Catania, vince il titolo nazionale all around (4 fascia), oltre a quattro ori nelle finali di specialità con fune, palle, clavette e nastro..
A novembre 2020 veste per la prima volta la maglia azzurra in occasione del Bilaterale Italia-Germania disputato a Desio dove vince la medaglia d'argento di team .
A dicembre 2020 viene convocata a rappresentare l'Italia in occasione del 3° Online International Tournament di Mosca, dove vince la medaglia d'argento al nastro. Nello stesso mese partecipa al Campionato Nazionale Junior a Montegrotto Terme, dove ottiene la medaglia d'argento nel concorso generale, dietro ad Alice Taglietti.
A maggio 2021 viene convocata a rappresentare l'Italia al FIG International Tournament "Ritam Cup" a Belgrado, dove vince la medaglia d'oro nel concorso generale, oltre a tre ori nelle finali di cerchio, clavette e nastro, un argento alla palla, e un oro per team con la compagna azzurra Giorgia Galli.
Nel 2022 vince 3 ori ai giochi del mediterraneo junior, 2 ori in coppa del mondo junior e vince un argento al nastro agli Europei di Tel Aviv.
CARRIERA SENIOR
2023
Nel 2023 Tara Dragas viene convocata per la prima volta da Senior alla World Cup di Sofia al fianco di Sofia Raffaeli e Milena Baldassarri. 
Partecipa ai Campionati Italiani Assoluti a Folgaria, dove arriva quarta al concorso generale e conquista per le finali di specialità un argento alle clavette e un bronzo al cerchio.
2024
Tara Dragas viene convocara per la World Cup Baku al fianco di Sofia Raffaeli, e arriva undicesima in AA e conquista due finali. Al cerchio arriva quarta (a soli 0.30 dal podio) e alla palla arriva sesta. 
Una seconda convocazione per Tara alla World Challenge Cup Portimao. Arriva tredicesima in AA e conquista la finale alla palla in cui arriva sesta.
Un'altra importante convocazione internazionale per Tara: le viene assegnato il cerchio, per gli Europei a Budapest. Insieme alla squadra italiana conquista l'argento nella classifica di Team Ranking.   
Ai Campionati Italiani Assoluti a Folgaria, arriva quarta nel concorso generale e conquista per le finali di specialità un oro al nastro, un argento al cerchio, un argento alle clavette e un bronzo alla palla.
2025
Al Grand Prix Thiais, in Francia, Tara Dragas conquista l’argento nel concorso generale alle spalle della ucraina Taisiia Onofriichuk. Alle finali di specialità alle clavette e al nastro conquista l’argento mentre al cerchio e alla palla Dragas conquista il bronzo. 
Ad aprile entra a fare parte delle Fiamme Oro, il gruppo sportivo della Polizia di Stato. 
Alla World Cup Baku, Tara arriva undicesima nel concorso generale, conquistato da Sofia Raffaeli, ma si riscatta alle finali di specialità con un bronzo al nastro. Dopo Agiurgiuculese, Baldassarri e Raffaeli, Dragas diventa la quarta individualista azzurra a vincere una medaglia nella finale ad attrezzo nel circuito di World Cup.
Alla European Cup Baku, Tara non riesce a passare la prima sfida della Cross Battle ma si riscatta nelle finali di specialità conquistando un bronzo al cerchio e due argenti alle clavette e al nastro. 
Ai campionati Europei di Tallinn vince l’oro per Team insieme a Sofia Raffaeli, Alice Taglietti e alla squadra. Alla sua prima finale AA arriva quinta, e il giorno dopo, in occasione delle finali di specialità, arriva sesta alle clavette e quinta al nastro.
Il weekend del 13 giugno 2025 si disputano i Campionati Italiani Assoluti a Folgaria, dove vince la medaglia d'argento nel Concorso Generale, alle spalle di Sofia Raffaeli. Il giorno successivo, per le finali di specialità, trionfa con due argenti al cerchio e alla palla e con due ori alle clavette e al nastro.
Durante l'ultima tappa di Coppa del Mondo, a Milano, si classifica al 5° posto nel concorso generale. Il giorno successivo, in occasione delle finali di specialità, vince al nastro la sua prima medaglia d’oro e il bronzo alla palla.
Alla World Challenge Cup di Cluj Napoca, raggiunge il 5° posto nel concorso generale e vince, in occasione delle finali di specialità, il bronzo alla palla e l'argento alle clavette.

## Palmarès

### Palmarès Internazionale
| Anno | Città       | Competizione                    | Risultato | Specialità        |
| ---- | ----------- | ------------------------------- | --------- | ----------------- |
| 2020 | Desio       | Online International Tournament | Oro       | Team              |
| 2020 | Mosca       | Online International Tournament | Argento   | Nastro            |
| 2021 | Belgrado    | FIG International Tournament    | Oro       | Concorso Generale |
| 2021 | Belgrado    | FIG International Tournament    | Oro       | Cerchio           |
| 2021 | Belgrado    | FIG International Tournament    | Argento   | Palla             |
| 2021 | Belgrado    | FIG International Tournament    | Oro       | Clavette          |
| 2021 | Belgrado    | FIG International Tournament    | Oro       | Nastro            |
| 2021 | Belgrado    | FIG International Tournament    | Oro       | Team              |
| 2022 | Portimao    | FIG World Cup                   | Oro       | Team              |
| 2022 | Portimao    | FIG World Cup                   | Oro       | Cerchio           |
| 2022 | Mersin      | COMEGYM                         | Oro       | Team              |
| 2022 | Mersin      | COMEGYM                         | Oro       | Cerchio           |
| 2022 | Mersin      | COMEGYM                         | Oro       | Nastro            |
| 2022 | Tel Aviv    | Campionati Europei Junior       | Argento   | Nastro            |
| 2024 | Budapest    | Campionati Europei              | Argento   | Team              |
| 2025 | Thiais      | Grand Prix Thiais               | Argento   | Concorso generale |
| 2025 | Thiais      | Grand Prix Thiais               | Bronzo    | Cerchio           |
| 2025 | Thiais      | Grand Prix Thiais               | Bronzo    | Palla             |
| 2025 | Thiais      | Grand Prix Thiais               | Argento   | Clavette          |
| 2025 | Thiais      | Grand Prix Thiais               | Argento   | Nastro            |
| 2025 | Baku        | World Cup Baku                  | Bronzo    | Nastro            |
| 2025 | Baku        | Coppa d'Europa                  | Bronzo    | Cerchio           |
| 2025 | Baku        | Coppa d'Europa                  | Argento   | Clavette          |
| 2025 | Baku        | Coppa d'Europa                  | Argento   | Nastro            |
| 2025 | Tallinn     | Campionati Europei              | Oro       | Team              |
| 2025 | Milano      | Coppa del Mondo                 | Bronzo    | Palla             |
| 2025 | Milano      | Coppa del Mondo                 | Oro       | Nastro            |
| 2025 | Cluj Napoca | World Challenge Cup             | Bronzo    | Palla             |
| 2025 | Cluj Napoca | World Challenge Cup             | Argento   | Clavette          |

### Palmarès Nazionale
| Anno | Città             | Competizione                  | Risultato | Specialità        |
| ---- | ----------------- | ----------------------------- | --------- | ----------------- |
| 2019 | Catania           | Campionati Nazionali Allieve  | Oro       | Concorso Generale |
| 2019 | Catania           | Campionati Nazionali Allieve  | Oro       | Fune              |
| 2019 | Catania           | Campionati Nazionali Allieve  | Oro       | Palla             |
| 2019 | Catania           | Campionati Nazionali Allieve  | Oro       | Clavette          |
| 2019 | Catania           | Campionati Nazionali Allieve  | Oro       | Nastro            |
| 2020 | Montegrotto Terme | Campionati Nazionali Junior   | Argento   | Concorso Generale |
| 2021 | Chieti            | Campionati Nazionali Junior   | Argento   | Concorso Generale |
| 2022 | Ortona            | Campionati Nazionali Junior   | Oro       | Concorso Generale |
| 2023 | Folgaria          | Campionato Nazionale Assoluto | Bronzo    | Cerchio           |
| 2023 | Folgaria          | Campionato Nazionale Assoluto | Argento   | Clavette          |
| 2024 | Folgaria          | Campionato Nazionale Assoluto | Argento   | Cerchio           |
| 2024 | Folgaria          | Campionato Nazionale Assoluto | Bronzo    | Palla             |
| 2024 | Folgaria          | Campionato Nazionale Assoluto | Argento   | Clavette          |
| 2024 | Folgaria          | Campionato Nazionale Assoluto | Oro       | Nastro            |
| 2025 | Folgaria          | Campionato Nazionale Assoluto | Argento   | Concorso Generale |
| 2025 | Folgaria          | Campionato Nazionale Assoluto | Argento   | Cerchio           |
| 2025 | Folgaria          | Campionato Nazionale Assoluto | Argento   | Palla             |
| 2025 | Folgaria          | Campionato Nazionale Assoluto | Oro       | Clavette          |
| 2025 | Folgaria          | Campionato Nazionale Assoluto | Oro       | Nastro            |

## Musiche degli esercizi presentati
| Anno | Attrezzo        | Titolo                                              | Artista                                                                          |
| ---- | --------------- | --------------------------------------------------- | -------------------------------------------------------------------------------- |
| 2025 | Cerchio         | Wake up                                             | Tommee Profitt feat. XEAH                                                        |
| 2025 | Palla (primo)   | I Want to Know What Love Is                         | Mariah Carey                                                                     |
| 2025 | Palla (secondo) | Vranjanka (Live version)                            | Jelena Tomašević                                                                 |
| 2025 | Clavette        | Caravan                                             | Boban & Marko Markovic Orchestra                                                 |
| 2025 | Nastro          | Cria Da Ivete (Ao Vivo)                             | Ivete Sangalo                                                                    |
| 2024 | Cerchio         | Guide Me Home                                       | Freddie Mercury                                                                  |
| 2024 | Ball            | Como La Flor                                        | Scott Bradlee's Postmodern Jukebox feat. Mayre Martinez                          |
| 2024 | Clavette        | Turn Down for What                                  | DJ Snake, Lil John, Prrrum and Rompe (Instrumental) by Daddy Yankee, Cosculluela |
| 2024 | Nastro          | Fato, mori dušmanke                                 | Louis                                                                            |
| 2023 | Cerchio         | Craw-Fever                                          | Elvis Presley                                                                    |
| 2023 | Palla           | SOS                                                 | Dimash                                                                           |
| 2023 | Clavette        | Quantum Utopia                                      | Goran Bregović feat. Eugene Hütz                                                 |
| 2023 | Nastro          | Vegas Rehearsal / That's All Right                  | Austin Butler / Elvis Presley                                                    |
| 2022 | Cerchio         | Beauty and the beast (Cinematic Piano/ Cello cover) | Jennifer Thomas & Armen Ksajikian                                                |
| 2022 | Palla           | SOS                                                 | Dimash                                                                           |
| 2022 | Clavette        | Opera                                               | Gabry Ponte & La Diva                                                            |
| 2022 | Nastro          | Stalker's Tango                                     | Autoheart                                                                        |
| 2021 | Cerchio         |                                                     |                                                                                  |
| 2021 | Palla           |                                                     |                                                                                  |
| 2021 | Clavette        | Rave de Favela                                      | Major Lazer, MC Lan, BEAM                                                        |
| 2021 | Nastro          | Caravan                                             | Raphael Gualazzi                                                                 |